# Helga Dietrich
Helga Margareta Dietrich (* 12. November 1940 in Zwickau; † 30. Juni 2018; geborene Kolbe) war eine deutsche Biologin.
Ihr botanisches Autorenkürzel lautet „H.Dietr.“.

## Werdegang
Dietrich studierte ab 1959 Biologie an der Universität Jena und schloss 1964 mit Diplom zum Thema Die Pollenmorphologie der Plantaginaceae ab. Danach war sie wissenschaftliche Mitarbeiterin am Institut für Spezielle Botanik/Botanischer Garten der Universität. Nach Promotion 1975 wurde sie zum Kustos des Botanischen Gartens Jena ernannt. Ihre Dissertation befasste sich mit dem Thema Zum Merkmalsbestand der Plantaginaceae und seiner Bedeutung für die Systematik. 1980 erhielt sie die Lehrbefähigung, zwischen 1989 und 1994 absolvierte sie ein Promotion-B-Verfahren, das kurze Zeit später als Habilitation anerkannt wurde. Von 1994 bis 2006 war sie Dozentin am Institut für Spezielle Botanik, seit April 2006 war sie dort Lehrbeauftragte.
Sie setzte sich für den Schutz von Orchideen ein und legte eine Zusammenstellung von Orchideenvorkommen in Thüringen und anderen Bundesländern vor. Von 1982 bis 1994 war sie Mitglied im European Orchid Committee (EOC), von 1984 bis 1992 Mitglied im Subcommittee Orchidaceae der International Union for Conservation of Nature and Natural Ressources (IUCN) und von 1990 bis 1996 im Subcommittee Schutz genetischer Pflanzenressourcen-Wildpflanzen. Sie war Gründungsvorstand des Verbandes Botanischer Gärten. Seit 1992 war sie Mitglied im Thüringer Landesnaturschutzbeirat.

## Ehrungen
- 2012: Verdienstkreuz am Bande der Bundesrepublik Deutschland
„für ihren Einsatz für den Naturschutz und den Erhalt der Thüringer Pflanzenwelt“